# Loon Lake (Washington)
Loon Lake es un área no incorporada ubicada en el condado de Stevens en el estado estadounidense de Washington.

## Geografía
Loon Lake se encuentra ubicado en las coordenadas 48°3′42″N 117°37′58″O / 48.06167, -117.63278.